# Ex-gay
Ex-gay è un controverso termine utilizzato per indicare una persona che sarebbe passata dall'orientamento omosessuale o bisessuale a quello eterosessuale esclusivo, spontaneamente o attraverso pratiche di conversione dall'efficacia non scientificamente provata, come la cosiddetta terapia riparativa. È impiegato per lo più da alcuni gruppi religiosi e nella letteratura di chi sostiene l'efficacia di tali tipi di pratiche, in contrasto col parere della comunità scientifica.
Il termine è stato introdotto nella letteratura professionale nel 1980 da parte di E. M. Pattison, che definì gli ex-gay come persone che avevano «subito un cambiamento radicale nell'orientamento sessuale dall'omosessualità esclusiva all'eterosessualità esclusiva. Da quel momento il termine è stato usato per indicare quelle persone che «sono cambiate» o «sono ancora nel processo di cambiamento della propria identità omosessuale».
Per estensione, con il nome di "movimento degli ex-gay" (o "gruppi di ex-gay") si indica un insieme di associazioni di matrice religiosa nate negli Stati Uniti d'America con lo scopo di dimostrare che sia possibile «guarire» l'omosessualità attraverso la preghiera e la forza di volontà.
Parallelamente si indica con la definizione di ex-ex-gay il fenomeno di ulteriore ritorno alla condizione precedente. Noto fu il ritorno alla pratica dell'omosessualità del fondatore stesso del movimento, John Paulk, che dopo aver pubblicizzato la propria "guarigione" e il matrimonio con una ex-lesbica, fu fotografato mentre cercava un compagno in un bar gay, in occasione di un convegno di ex-gay.
Exodus International, la più grande associazione religiosa per indurre le persone omosessuali ad un cambiamento, attiva nel mondo con 260 sedi, ha chiuso ufficialmente nel 2013. Il presidente, Alan Chambers, ha scritto profonde e sentite scuse per aver lasciato che i suoi pregiudizi religiosi lo inducessero a fare del male a persone sane, capaci di un amore onesto e buoni genitori, nel tentativo fallimentare di cambiarne i sentimenti.

## Basi ideologiche
La base ideologica del movimento fa perno su due assunti: il primo è che l'omosessualità sia una malattia (scientificamente falso); il secondo sul fenomeno della healing spirituality, ovvero il convincimento secondo il quale la pratica intensa della preghiera possa guarire qualsiasi malattia.
La "cura" dell'omosessualità ha avuto il sostegno, dal versante cattolico, di Joseph Nicolosi e della sua associazione NARTH. Non essendo mai stato omosessuale e non potendo quindi essere definito un ex-gay, si differenzia dall'approccio tipico per due ragioni:
- Quello degli ex-gay è un movimento dal basso, composto da persone che dichiarano di essere state omosessuali per una parte della loro vita, e che affermano di avere smesso di esserlo. Inoltre, l'appoggio è dato "alla pari" ad altre persone dello stesso livello (peers). Con un'impostazione sul modello degli alcolisti anonimi.
- L'approccio dei gruppi come il NARTH privilegia invece una struttura nella quale alcuni soggetti reputati esperti propongono una consulenza a un paziente. Questi esperti non dichiarano necessariamente di essere stati a loro volta omosessuali, non proponendo quindi un approccio "tra pari". Il modello di gruppi come il NARTH è quindi ispirato più a quelli dei consultori cattolici prematrimoniali.

## Le tesi
Al di là delle differenze fra le diverse organizzazioni di ex-gay, le tesi comuni sono:
- l'omosessualità non è una tendenza innata o un orientamento sessuale: l'unico orientamento sessuale esistente è quello eterosessuale;
- l'omosessualità è quindi una devianza, una condizione di disagio mentale, una condizione patologica; la bisessualità e il transgenderismo sono parimenti un disagio mentale;
- ciascuno di questi orientamenti è una devianza curabile e guaribile, o, se non è curabile, può almeno essere repressa con la forza della volontà;
- la cura deve basarsi sulla forza di volontà dell'individuo, meglio se opportunamente aiutato e sostenuto dall'esterno.

Benché il movimento si sforzi di adoperare un linguaggio di ispirazione scientifica, la pratica della preghiera è largamente consigliata o prescritta allo scopo di "rafforzare la volontà dell'individuo", e il "sostegno" di sacerdoti è comunemente offerto. Anche la conversione religiosa, che non viene comunque imposta, è incoraggiata come supporto.

## Critica scientifica
Gran parte delle controversie suscitate da questi movimenti si basa su come sono presentati concetti tipici della tradizione religiosa utilizzando un linguaggio e una retorica tipici invece dell'approccio scientifico all'omosessualità. Le affermazioni di tipo religioso, quali «Gesù salva dall'omosessualità coloro che lo pregano con sufficiente fede», che non rispettano il metodo scientifico, sono alternate a teorie espresse con una più rigorosa terminologia medica.
L'assunto base del movimento è che esisterebbero "prove scientifiche" del fatto che sia possibile trasformare una persona omosessuale in eterosessuale, grazie alla forza di volontà, alla preghiera e all'azione salvifica di Gesù. Il mancato rispetto del metodo scientifico di questo assunto, condizione fondamentale per classificare un fatto come attendibile, è il principale elemento di critica. Secondo il metodo scientifico, infatti, è essenziale prima di tutto definire univocamente il campo di studio (e quindi dare una definizione stabile per i termini "omosessuale" ed "eterosessuale"); è necessario quindi fornire prove sistematiche e riproducibili delle proprie tesi, dando la possibilità ad altri ricercatori di verificarle; bisogna infine concretizzare i risultati delle "cure" in cifre, statistiche e studi analitici.
L'impossibilità di classificare scientificamente le teorie dei movimenti degli ex-gay è stata riaffermata dall'Organizzazione mondiale della sanità, che a partire dal 1974 ha riclassificato l'omosessualità da "disturbo" a "variante dell'orientamento", proprio di fronte all'impossibilità di trovare nelle ricerche scientifiche a doppio cieco elementi che supportassero il carattere di "patologia" delle varianti dell'orientamento sessuale.
Il dottor Robert Spitzer, autore del più importante studio sul fenomeno degli ex-gay, ha presentato le sue scuse per le falle del suo studio, in cui tramite interviste telefoniche a 200 sedicenti ex-gay, aveva concluso che il cambiamento fosse possibile. Dopo anni di successive indagini e approfondimenti, confermati da molti studi successivi, ha chiesto che il suo lavoro fosse ritrattato, poiché in definitiva i soggetti non erano convertiti, ma indottrinati a mentire.

### Confusione terminologica
Una delle barriere comunicative fra la comunità scientifica e il movimento degli ex-gay consiste nelle differenze nella terminologia che i diversi gruppi usano. I termini sull'omosessualità utilizzati nei movimenti ex-gay provengono generalmente dalla terminologia biblica, che non contempla la differenza tra l'orientamento sessuale e il comportamento sessuale. In conformità con tale principio, secondo cui l'unico orientamento esistente è quello eterosessuale, i gruppi di ex-gay rifiutano di riconoscere il concetto stesso di "orientamento", preferendo definirlo un comportamento o tendenza.
Secondariamente, il termine gay è applicato unicamente con riferimento al comportamento sessuale, mentre il termine omosessuale ha un'accezione più ampia che può includere anche comportamenti di affetto, empatia, sensibilità non correlati con l'orientamento sessuale.
L'ostacolo maggiore rimane comunque il riconoscimento dell'efficacia del trattamento. Comunemente i termini "ex-gay" ed "ex omosessuale" sono usati per indicare persone che hanno modificato il loro comportamento sessuale, mentre rimane accesa la diatriba sull'effettiva possibilità di modificare l'orientamento di un individuo. Un uomo che in passato avesse avuto un comportamento omosessuale e che, a seguito di conversione religiosa, avesse rinunciato alla sessualità pur non avendo mutato il suo orientamento omosessuale, sarebbe comunemente un omosessuale, mentre nei gruppi di ex-gay sarebbe definito come "un ex-gay" o "un ex omosessuale", eventualmente "in lotta con la propria attrazione verso lo stesso sesso".

## La visione degli ex-gay sulla sessualità umana e sull'omosessualità
La moderna sessuologia considera la sessualità umana come una linea continua dall'eterosessualità alla bisessualità fino all'omosessualità (scala di Kinsey). Pur non essendo in grado di indicare esattamente le cause dell'omosessualità, la comunità scientifica postula generalmente una combinazione di fattori genetici, psicologici e sociali. I gruppi di ex-gay considerano invece la sessualità umana prendendo come modello base l'eterosessualità. Anche se alcuni di essi non rifiutano il modello della Scala di Kinsey, nel loro caso il grado "Kinsey zero" (eterosessualità totale) viene considerato la norma, e qualunque altro livello solo una deviazione dalla norma. Il comportamento omosessuale da parte dei gruppi di ex-gay è quindi attribuito a fattori ambientali (sfera psichica, piano sociale), per esempio alcuni movimenti hanno presentato statistiche in cui si evidenzierebbe che l'attrazione per lo stesso sesso è associata a un'infanzia o adolescenza in cui manchi del tutto una figura genitoriale.
Di contro, alcuni gruppi di ex-gay asseriscono che la comunità scientifica ha le proprie posizioni sull'omosessualità non per motivi scientifici ma politici, e che soffocherebbe le ipotesi di una minoranza di scienziati dissenzienti.
Le teorie degli ex-gay trattano l'omosessualità allo stesso modo dell'alcolismo e della tossicodipendenza, affermando di ottenere risultati positivi quelle volte in cui il soggetto manifesti sufficiente volontà e costanza. I sostenitori dell'inefficacia di questo trattamento asseriscono che le prove portate dai gruppi di ex-gay sulla percentuale di successo delle loro terapie fossero viziate da una procedura non scientifica.

## Gruppi di ex-gay e cambiamenti nel comportamento sessuale
Dal punto di vista dei gruppi di ex-gay, un cambiamento nel comportamento sessuale di un individuo dall'omosessualità all'astinenza o all'eterosessualità è da considerare generalmente come il "cambiamento" atteso, indipendentemente dal fatto che l'orientamento sessuale sia realmente mutato. Molti ex-gay vivono da single. Anche se tale opportunità non è particolarmente raccomandata, la facoltà di agire in questo modo da parte degli omosessuali che lo desiderano non viene messa in discussione.
Altri ex-gay si sposano con persone del sesso opposto e rimangono fedeli ai loro coniugi. Ai fini della moralità, si considera generalmente che lo sposo debba informare l'altro coniuge delle sue lotte pregresse con le attrazioni verso lo stesso sesso prima del matrimonio. Alcuni ex-gay sposati riconoscono che la loro attrazione sessuale è rimasta prevalentemente omosessuale, ma ciononostante fanno ugualmente ogni sforzo per il buon risultato della loro relazione eterosessuale.
A causa del senso che i gruppi di ex-gay danno all'omosessualità, e a causa di come essi definiscono lo stesso concetto di "ex-gay", le "ricadute" nel comportamento omosessuale difficilmente sorprendono i gruppi di ex-gay. Poiché uno può essere "ex-gay" senza mai avvertire un totale, o nemmeno alcun cambiamento nell'orientamento sessuale, il fatto che qualche ex-gay possa "ricadere" nei "vecchi modelli di comportamento" è considerato probabile. I gruppi di ex-gay considerano gli scandali dei loro capi sorpresi in comportamenti omosessuali nello stesso senso in cui gli alcolisti anonimi o gruppi di questo genere potrebbero considerare la ricaduta di uno dei relativi capi nell'etilismo.

### Dichiarazioni di ex-gay riguardo ai cambiamenti nell'orientamento sessuale
Molti ex-gay affermano che il loro orientamento sessuale è stato modificato in seguito al trattamento. La maggior parte ha detto di aver avvertito una diminuzione del desiderio omosessuale accompagnata da un aumento dell'attrazione eterosessuale, mentre una parte di loro sostiene che il loro orientamento sessuale è adesso prevalentemente eterosessuale. Pochi, tuttavia, sostengono che le loro attrazioni omosessuali siano state completamente sradicate, al punto da non essere tentati dalla visione di immagini omosessuali.
L'avvenuta modifica di orientamento sessuale è contestata dalla comunità scientifica, in ragione del fatto che esistono scarse prove ripetibili sulla possibilità di un cambiamento di orientamento sessuale. Per dimostrare le loro tesi, i gruppi di ex-gay si basano infatti prevalentemente sulle testimonianze, raccolte mediante questionari, dei loro soci sul cambiamento di orientamento. Secondo la comunità gay, tali affermazioni di cambiamento nell'orientamento sessuale sarebbero da considerarsi come semplici negazioni del desiderio omosessuale, come repressione.

## Situazioni controverse
Uno degli aspetti più controversi dei gruppi per il cambiamento dell'omosessualità è l'imposizione di presunte "terapie" a persone che non hanno scelto il cambiamento, che non lo desiderano o che non hanno mai cercato l'aiuto di tali gruppi. Il caso tipico in questo campo è quello dei minorenni, costretti dai genitori a frequentare strutture gestite da associazioni per la "cura" dell'omosessualità. Questo caso è comunque al di fuori della filosofia alla base del movimento degli ex-gay, che presupponeva un aiuto "alla pari" fra persone che cercavano e persone che offrivano un aiuto.

### Love In Action e lo scandalo di Zach
Nel mese di giugno 2005, un ragazzo di 16 anni del Tennessee, Zach Stark, ha postato un messaggio nel suo MySpace, parte del quale riportava:

Zach continua: 

E poi: 
Il programma denunciato da Zach era un campo della Love In Action, conosciuto come "Refuge". Le proteste che sono seguite hanno ottenuto non solo la vasta attenzione dei mass media locali, ma hanno inoltre destato l'interesse internazionale, coinvolgendo associazioni in Europa, America ed in altre parti del mondo. Particolare attenzione è stata prestata ad una citazione attribuita all'uomo a capo del programma, John Smid:
L'attenzione si è inoltre concentrata sulle regole di Love in Action, che come la maggior parte dei campi cristiani include obblighi di abbigliamento, divieti su parecchie forme di comunicazione con il mondo esterno, e il divieto di guardare la televisione. In un intervento del 30 maggio sul suo blog Zach ha inviato le regole del programma Refuge. Alla voce Igiene era riportato: "1. Tutti i clienti devono mantenere un grado di igiene appropriato, compresi la doccia quotidiana, l'uso del deodorante e la spazzolatura dei denti due volte al giorno."
Zach continua a descrivere la sua vita nel campo e le regole dettate dall'associazione Love in Action, inserite da Zach sul suo Myspace. Si passa dal divieto di ascoltare Madonna, Britney Spears, Bach e Beethoven, al divieto di indossare indumenti di diverse marche, tra cui Calvin Klein (in quanto ritenuta molto in voga nel mondo omosessuale). Di notte non si può dormire indossando magliette con maniche corte, ma solo con maniche lunghe; ai ragazzi è concesso di portare soltanto l'orologio, mentre per le ragazze sono leciti gli orecchini, ma uno solo per ciascun orecchio. Le ragazze devono indossare gonne lunghe o sotto al ginocchio, ed è obbligatorio radersi gambe e ascelle due volte alla settimana. Sono concesse soltanto strette di mano: è vietato ogni genere di contatto fisico, tranne una pacca sulla spalla che però non può assomigliare ad una carezza. Ogni ragazzo è obbligato a tenere un diario personale (chiamato "inventario morale") su ciò che fa durante la giornata, in cui deve annotare anche la propria lotta contro le tentazioni per persone dello stesso sesso nel corso degli anni. Questo diario deve poi essere letto durante gli incontri di gruppo all'interno di Refuge. Non si può chiudere nessuna porta e non si può restare in bagno più di 15 minuti. È fatto inoltre divieto assoluto di parlare delle regole del campo con gli altri ragazzi e ragazze, e di instaurare rapporti d'amicizia. Proibiti internet e televisione. Ogni ragazzo è tenuto a riferire se un altro ragazzo abbia comportamenti contrari alle regole citate ed "anche a quelle non citate".
I "clienti" sono obbligati a partecipare alle funzioni religiose e a mantenere un atteggiamento sempre positivo e grato. Ogni mattina tutti i ragazzi devono sottoporsi ad un'ispezione di quella che viene definita "falsa immagine" (l'immagine di sé gay/lesbica), nel corso della quale vengono ispezionati libri, borse, appunti ecc. Se si è in possesso di oggetti definiti "irregolari" (cioè che riconducono ad un'immagine gay/lesbica), il materiale viene sequestrato.
Le critiche al corso offerto da Love in Action si focalizzarono non solo sulla ferrea rigidezza delle stesse regole, ma anche al fatto che Stark era stato spedito lì contro il suo volere e quando ormai esistevano già dei dubbi sui trattamenti ex-gay di questo genere.
Il periodo previsto di due settimane di corso per Stark venne prolungato a otto. Il primo di agosto Stark cancellò tutto ciò che aveva scritto fino allora nel suo blog e ne cominciò uno nuovo, che iniziava col seguente paragrafo:
A questo punto, Zach invita i suoi lettori a non riprendere argomenti precedenti a questo post; altrimenti, avverte, si troverà costretto a cancellarli. Poi prosegue:
Il 14 agosto, Stark inserisce un altro intervento nel suo blog, affermando che Love in Action non lo aveva spinto a fare nulla e che si trova abbastanza bene con la maggior parte dei clienti del corso. Aggiunge poi che i suoi genitori non lo lasciavano più uscire con le ragazze in cui era in rapporti di amicizia perché lo trovavano poco salutare, e che suo padre gli aveva chiesto di smetterla di mandare avanti il blog.
A volte voglio solo smettere di avere amici perché sento che vengono esaminati e giudicati dai miei genitori... Mio padre mi ha detto che non vuole più che blogghi. Posso capirlo, penso. Ma questa emozione è rabbia. Non sono sicuro contro che cosa sono arrabbiato. LIA ha cambiato le mie dinamiche familiari, mio padre è diventato più simile a un padre, e forse è una buona cosa assumersi un incarico e dire 'no'. Mia madre, non so come sta prendendo le cose, posso intuirlo, ma veramente non lo so, lei non me ne parla. Lo stesso con mio padre, in realtà non mi parlano molto della cosa.....
È molto più difficile scrivere al computer quando i tuoi genitori dicono che vogliono leggerlo prima che lo posti... Ma qualunque cosa io scriva viene completamente da me, sono i miei pensieri e sentimenti, nessuno di esterno può alterarli per compiacersene. Prometto che non posterò qualcosa che è stato alterato rispetto a quello che volevo dire. Ma i miei pensieri sono stati interrotti, spiacente se non risponderò a tutte le vostre domande, e dubito che potrò farlo nell'immediato futuro.»

#### Indagini
Questo messaggio disperato è stato raccolto dagli utenti che frequentavano il blog di Zach (che ha più di 213 blog amici linkati): da link in link, da blog in blog, il suo “spazio” virtuale in pochi giorni ha ricevuto migliaia di visite. Al messaggio del ragazzo hanno risposto oltre duemila persone, esprimendogli il loro appoggio e la loro solidarietà. Alcuni, che hanno sperimentato il campo Refuge, ribattezzato "Camp Hetero Horror", raccontano agli altri le pressioni e le vessazioni subite.
Il padre di Zach, Joe Stark, è apparso sull'emittente cristiana evangelica CBN (Christian Broadcasting Network) dopo tutto l'interesse che il messaggio sul blog del figlio aveva suscitato, sia on-line che sui giornali (New York Times, Washington Post, etc.) e sulle televisioni nazionali ed internazionali. Ha sostenuto:
Subito dopo che la storia di Zach è comparsa online, è cominciata un'indagine dello Stato del Tennessee contro il campo. A partire da 28 giugno 2005, l'indagine è stata interrotta, perché gli ufficiali del Tennessee hanno considerato che non ci fossero prove di abusi sul minore. Rob Johnson, un portavoce dell'agenzia, ha dichiarato alla Associated Press: «Il Dipartimento dei Servizi ai Bambini ha mandato la sua unità speciale di indagine nel complesso, e dopo aver condotto un'indagine completa, ha ritenuto che le dichiarazioni di abuso di minore non fossero fondate». I sostenitori del movimento "Free Zach", che vorrebbero la chiusura dei campi LIA, hanno rilasciato insinuazioni di corruzione. Un'altra indagine dal Dipartimento di Salute del Tennessee portò ad una protesta formale perché il gruppo lavorava senza l'autorizzazione dei ragazzi, e quindi illegalmente. LIA ha smesso di accettare malati mentali e di dispensare farmaci, e nel febbraio 2006 lo Stato del Tennessee ha cessato l'azione legale.

### Insuccesso dei gruppi di ex-gay
- Nell'arco della sua durata, molti gruppi dell'organizzazione Exodus International, che ha raccolto tutti i gruppi di ex-gay negli Usa, sono stati sciolti a causa dei molteplici direttori tornati alla loro precedente sessualità (l'omosessualità) fino a portare la chiusura dell'associazione nel 19 giugno 2013 (dopo 37 anni di attività)[43]. I fondatori stessi dell'associazione, Gary Cooper e Michael Bussee, si sono fidanzati (con una cerimonia per ufficializzare la loro unione) e hanno iniziato una convivenza, abbandonando l'organizzazione e divorziando dalle rispettive mogli[27].
- John Evans, autore del libro che nel 1973 diede inizio al movimento, The Third Sex?, ha rinnegato le sue teorie di allora dopo che il suo migliore amico, Jack McIntyre, si è suicidato per la disperazione di non riuscire a diventare eterosessuale, nonostante tutti i suoi sforzi.[44]
- L'associazione fondata dal ministro Avventista Colin Cook, Homosexuals Anonymous, è stata fortemente danneggiata dopo che si è scoperto che Cook faceva telefonate erotiche e praticava, come parte della "terapia", massaggi sul corpo nudo delle persone che gli chiedevano aiuto.[45]
- Il presidente di Exodus International, John Paulk, che aveva fatto del proprio caso un esempio del fatto che si può "guarire" dall'omosessualità, è stato costretto alle dimissioni dopo essere stato visto e fotografato da Wayne Besen nel 2000 in un bar gay mentre amoreggiava con i clienti[8]; nel 2013 ha negato il proprio sostegno ai gruppi di ex-gay e alle terapie riparative (ritienendole inutili e dannose)[46] e, sempre nello stesso anno, ha divorziato dalla moglie, ammettendo di essere sempre stato omosessuale.[37]
- Randy Thomas per diversi anni è stato un uomo-immagine dei movimenti ex-gay.[47] Tuttavia nel 2015, come nel caso di John Paulk, anche Randy Thomas ha ammesso di non essere affatto un ex-gay, ma di essere sempre stato gay.[48]

## Critiche
Molti gruppi per i diritti dei gay e molti scienziati contestano aspramente le posizioni del movimento degli ex-gay, e considerano l'orientamento sessuale come un'inclinazione genetica e sessuale che si forma definitivamente molto prima dell'età adulta. Molti gruppi medici hanno dichiarato che non esistono studi scientificamente rigorosi per valutare se i trattamenti di ex-gay portino beneficio all'individuo e che nessuno studio convalida le loro rivendicazioni di aver cambiato l'orientamento sessuale dei loro pazienti. Alcuni di questi gruppi hanno inoltre affermato che i tentativi di modificare la sessualità di una persona potrebbero essere potenzialmente dannosi per il paziente stesso, nonostante manchino studi in grado di confermare anche quest'ultima ipotesi.
La posizione dell'Associazione degli Psicologi Americani è che gli esseri umani non possano scegliere di essere omosessuali od eterosessuali, e che l'orientamento sessuale non sia una scelta cosciente che possa essere cambiata volontariamente. In effetti, l'associazione va ancora oltre questo punto, dichiarando che:
L'Associazione Psichiatrica Americana ha dichiarato che:
L'Accademia Americana della Pediatria ha dichiarato che:
Altre organizzazioni, comprese l'Accademia americana di pediatria, l'Associazione psicoterapeutica americana, l'Associazione americana dei coordinatori scolastici, la Federazione americana degli insegnanti, l'Associazione psicologica americana, l'Associazione americana per la salute scolastica, la Fondazione di Alleanza tra le Fedi, l'Associazione nazionale degli psicologi scolastici, l'Associazione nazionale dei lavoratori sociali e l'Associazione per l'educazione nazionale hanno sviluppato e divulgato un documento nel 1999 che recita:
Alcuni fautori del movimento di ex-gay credono che la sessualità sia modificabile anche nella vita adulta, ma che l'omosessualità non sia peccato. Alcuni oppositori sono dello stesso avviso, ma condannano il movimento degli ex-gay definendolo inutile e controproducente.
A causa di diversi incidenti ben pubblicizzati e della natura politica dell'oggetto, il movimento di ex-gay è stato estesamente ridicolizzato dagli attivisti dei diritti dei gay, che sostengono come la soppressione dell'omosessualità conduca soltanto a questi scopi inadeguati e contribuisca allo sviluppo di paura e sofferenza. L'autore ed ex portavoce della Campagna per i Diritti Umani Wayne Besen ha trattato in maniera molto esauriente del movimento degli ex-gay e lo descrive nel suo libro Anything But Straight: Unmasking The Scandals and Lies Behind the "Ex-Gay" Myth, che tratta inoltre della cosiddetta terapia riparatrice dell'omosessualità. Era stato Besen a fotografare John Paulk mentre usciva da un bar gay ed a svolgere qualche indagine tra i testimoni del caso di Michael Johnston.
Un'indagine del 2002 da parte di due psicologi esperti nel campo dell'omosessualità, Michael Schroeder e Ariel Shidlo, su coloro che avevano subito diverse terapie di conversione indica che, mentre esistono effettivamente alcuni pazienti che sostengono di aver subito un effettivo cambiamento nel comportamento ed un numero molto piccolo che segnala un cambiamento nell'orientamento, queste persone sono in numero molto inferiore rispetto a quelle dichiarate dalle organizzazioni ex-gay come Exodus e Narth, e sono comunque superate di gran lunga dai casi di persone che si sono ritrovate con problemi molto peggiori come depressione, ansia ed alcolismo.
I due saggi di Schroder/Shidlo suggeriscono che parte del problema sia da ricercarsi nel fatto che molti fra gli autori di questa terapia di conversione non si attengono alle linee guida della professione, per esempio facendo pressione sui pazienti perché si sottopongano ad una certa linea del trattamento, e non riuscendo a fornire alcun supporto o a suggerire un aiuto alternativo per coloro che non riescano ad ottenere alcun cambiamento.
La discrepanza fra le valutazioni Exodus/Narth sui successi della terapia di conversione e quelle di altre organizzazioni sembra spiegarsi con il fatto che molti fuoriusciti dai gruppi ex-gay avevano falsamente segnalato ai loro terapisti il successo della terapia per molto tempo. È interessante notare che 7 su 8 di coloro che avevano dichiarato a Schroeder e Shidlo un cambiamento nelle loro preferenze sessuali lavoravano come consulenti in vari gruppi ex-gay (un dato che coincide con quelli raccolti dallo studio più ampiamente pubblicizzato di Spitzer, che si era concentrato soltanto su un gruppo di successi dei gruppi ex-gay ed aveva utilizzato una tecnica di interviste più rapida, basata solo su conversazioni telefoniche). Alla luce delle osservazioni di Wayne Besen sopra riportate e delle esperienze di gruppi quali il Courage Trust nel Regno Unito, è stato sollevato un certo scetticismo anche per questi pochi successi segnalati.
Malgrado l'opposizione della maggior parte dei professionisti della salute mentale e le prove molto limitate che ci sia un qualche effetto durevole sulle preferenze o sul comportamento sessuale dei pazienti, i diversi movimenti di "ex omosessuali" hanno giocato un ruolo importante nella scena politica degli ultimi anni. In parte, questo può rappresentare uno spostamento tattico dalle tecniche d'impatto (quale la campagna pubblicitaria degli anni novanta, basata su statistiche sull'omosessualità che erano state presto screditate) ad una maggior cura verso la facciata pubblica, pur opponendosi ancora alla tolleranza dell'omosessualità. Una valutazione critica di questo aspetto è riportata nell'articolo di Surina Khan Calculated Compassion..
In Italia, le teorie sulla terapia riparatrice sono fortemente contrastate dall'Ordine nazionale degli psicologi. Nel 2007, il presidente dell'Ordine, appellandosi al Codice Deontologico, ha affermato che "lo psicologo non può prestarsi ad alcuna "terapia riparativa" dell'orientamento sessuale di una persona". L'affermazione è stata originata da un invito di Franco Grillini, presidente onorario di Arcigay, a seguito di una discussa indagine di Liberazione, quotidiano del Partito della Rifondazione Comunista sulla terapia riparatrice.
Dal punto di vista puramente organizzativo, infine, gli oppositori del movimento ex-gay non hanno mancato di far notare come esso si presenti spesso ai mezzi d'informazione come laico e areligioso, quando le sue strutture sono di solito ospitate da chiese e movimenti religiosi, che finanziano senza nasconderlo le campagne di pubblicità, o la stampa di libri e opuscoli.

## Nella cultura di massa

### Musica
- Luca era gay (Povia, 2009)